# Myriacanthidae
I miriacantidi (Myriacanthidae) sono un gruppo di pesci cartilaginei estinti, appartenenti agli olocefali. Vissero tra il Triassico superiore e il Giurassico inferiore (Retico - Toarciano, circa 201 - 182 milioni di anni fa) e i loro resti fossili sono stati ritrovati in Europa.

## Descrizione
Questi pesci, purché superficialmente simili alle attuali chimere (Chimaeridae), se ne distinguevano soprattutto per quanto riguarda le caratteristiche craniche, della dentatura e delle spine che sorreggevano le pinne dorsali. La dentatura dei miriacantidi comprende un singolo paio di grandi piastre dentarie, le piastre dentarie mandibolari, più una singola piastra dentaria mediana nella sinfisi; nella mascella superiore erano invece presenti fino a tre paia di piastre dentarie; queste ultime comprendenvano un paio di elementi posteriori (palatini) e un paio di elementi anteriori (vomerini). Le superfici occlusali di tutte le piastre erano ricoperte da un tessuto ipermineralizzato specializzato, solitamente noto come pleromina o tessuto duro pleromico, situato al di sopra di un tessuto lamellare che formava la base della piastra dentaria. I maschi dei miriacantidi erano dotati di una protuberanza sulla fronte, simile a un corno.

## Classificazione
La famiglia Myriacanthidae è stata istituita nel 1889 da Arthur Smith Woodward, nell'ambito di una serie di lavori finalizzati a una razionalizzazione della classificazione degli olocefali, fino a quel momento abbastanza caotica. I miriacantidi si distinguono dagli altri olocefali per la peculiare morfologia e disposizione delle piastre dentarie, e vengono addirittura considerati parte di una superfamiglia a sé stante, i Myriacanthoidea, comprendente anche l'affine famiglia dei Chimaeropsidae. 
All'interno della famiglia Myriacanthidae si riconoscono una decina di specie note per resti fossili dello scheletro cartilagineo (tra cui Acanthorhina, Myriacanthus e Metopacanthus) o per resti isolati delle spine o della dentatura, note in terreni che vanno dal Triassico superiore (Retico) al Giurassico inferiore (Toarciano). 
- †MYRIACANTHIDAE Woodward, 1889
  - †Acanthorhina Fraas, 1910
  - †Agkistracanthus Duffin & Furrer, 1981
  - †Alethodontus Duffin 1983
  - †Halonodon Duffin, 1984
  - †Metopacanthus Zittel, 1887
  - †Myriacanthus Agassiz, 1837
  - †Oblidens Duffin & Milàn, 2017
  - †Recurvacanthus Duffin, 1981

## Paleobiologia
La dentatura dei miriacantidi aveva primariamente una funzione triturante, ma a seconda delle specie vi erano anche vari gradi di azione tagliente per quanto riguarda la superficie occlusale delle piastre dentarie, a causa della presenza di una serie di creste superficiali più o meno sviluppate, intervallate da depressioni di profondità variabile.